# Yannick Zimmermann
Yannick Zimmermann (* 1998) ist ein Schweizer Unihockeyspieler. Er steht beim Nationalliga-A-Vertreter UHC Thun unter Vertrag.

## Karriere
Zimmermann begann seine Karriere beim UHC Thun. Während der Saison 2016/17 konnte er Luft in der Nationalliga A schnuppern. Insgesamt kam er in seiner ersten Saison sieben Mal zum Einsatz. Zur Saison 2017/18 wurde Zimmermann fix in das Kader der ersten Mannschaft aufgenommen.
Seit 2020 studiert Yannick Zimmermann an der Fachhochschule Graubünden Sportmanagement.